# Solimoea
Solimoea acrensis — доісторична мавпа ателіна з пізньоміоценової формації Солімойс у Бразилії. Рід містить один вид.

## Опис
Перший нижній моляр унікально витягнутий і вузький для ателіда. Верхні премоляри мають 3 різні корені, один язиковий і два ротові. Зрізні гребені премолярів і молярів помірно розвинені, що може бути використано для визначення дієти.
Розмір тіла Solimoea був розрахований на підставі оклюзійної площі моляра в порівнянні з масою тіла жіночих особин 15 інших видів платірріна. Відповідно до отриманої формули Solimoea могла отримати вагу близько 5,4 кг або до 8 кг. Також була застосована друга формула, яка включає дані як для катаринів, так і для платірринів, що дає середню оціночну вагу 6,01 кг. Це ставить тварину в такий же діапазон розмірів, як сучасні Lagothrix і Ateles. Дослідження, що порівнюють кілька десятків вимерлих видів із більш широким представленням сучасних видів, показують, що Solimoea належить до підродини Atelinae.